# 蕾切尔·巴特斯比
蕾切尔·巴特斯比（英語：Rachael Battersby，？—），新西兰女子高山滑雪运动员。她曾代表新西兰参加2002年冬季残疾人奥林匹克运动会高山滑雪比赛，获得三枚金牌。